# میرزا محمد کلانتر فارس
میرزا محمد شریفی حسنی فرزند ابوالقاسم بن سید محمدقاسم نویسندهٔ عهد زندیه و کلانتر فارس بود.

## زندگی‌نامه
او در سال ۱۱۳۲ (قمری) تولد یافت. میرزا محمد کلانتر فارس بعد از فراگیری علوم و ادبیات از همان اوان زندگی در سلک نویسندگان درآمد. در ۱۱۴۹ (قمری) متصدی امور املاک خالصهٔ میمند شد و در ۱۱۵۹ قمری به سمت کلانتری استان فارس منصوب و در ۱۱۶۵ قمری معزول گشت. در ۱۱۷۰ (قمری) مجدداً از طرف کریم‌خان زند به کلانتری فارس منصوب شد و از این تاریخ به میرزا محمد کلانتر معروف گردید. او در ۱۲۰۰ قمری به اصفهان رفت و در همان شهر درگذشت، سپس جنازه‌اش را به نجف انتقال دادند. 

## آثار
از آثارش روزنامه میرزا محمد کلانتر است که وی این کتاب را در گذران عمر خود و در شرح وقایع فارس و قسمت‌های جنوب ایران از ۱۱۴۲ (قمری) به بعد در ۱۲۰۰ (قمری) در تهران تألیف کرده‌است.